# Szász jogkönyv

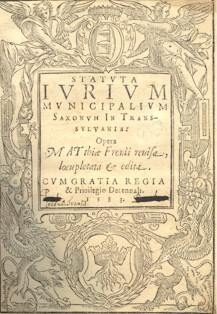
Az 1583-as kiadás címlapja

A szász jogkönyv (a német forrásokban Statuta vagy Eygenlandrecht) az erdélyi szász univerzitás írásba foglalt jogrendje, amely az erdélyi szászok hagyományos privilégiumain alapul.

## Története
A szász jogkönyv írásba foglalása Matthias Fronius brassói tanácsos műve, melyet Statuta Jurium Municipalium Saxonum in Transylvania cím alatt Báthory István fejedelem 1583. február 18-án Krakkóban megerősített. 
A tárgyban két régebbi feljegyzés is létezett, az egyik Thomas Bomel nagyszebeni városi tanácsos kézirata (Statuta jurium municipalium civitatis Cibiniensium), illetve Johannes Honterus műve (Compendium juris civilis), mindkettő a 16. század első feléből, de egyik sem nyert hivatalos megerősítést. A 16. század a szászoknak ugyan megvoltak a saját nemzeti szokásaik, de az úgynevezett Altenberger-kódex, amelyre addig a szebeni polgármesterek a hivatalos esküt letették, németországi jogot tartalmazott.
A jogkönyv hatálya a Királyföld lakóira terjedt ki (tehát nem kizárólag a szászokra, hanem a Királyföld más nemzetiségű tagjaira is).

## Tartalma
Tartalmát illetően nagyban támaszkodott a római jogra, de átvett egyes elemeket a magdeburgi városjogból illetve a szász tükörból is. A jogkönyvben tételesen nem szabályozott esetekre szubszidiáris jogforrásként a „császári jog” szolgált. (Quicquid autem his legibus specialiter non est expressum, id veterum legum constitutionumque regulis, imperatorio iure comprehensis, omnes relictum intellegant)
A benne foglalt szabályok az eljárásjogra, a  polgári jogra és a büntetőjogra vonatkoztak. A büntetőjogi részei 1803-ig, a magánjogi részei 1853-ig maradtak hatályban, amikor is az osztrák monarchia jogrendje lépett a helyére.

## Fordítás
- Ez a szócikk részben vagy egészben  az   Eygenlandrecht című német Wikipédia-szócikk ezen változatának fordításán alapul.  Az eredeti cikk szerkesztőit annak laptörténete sorolja fel. Ez a jelzés csupán a megfogalmazás eredetét és a szerzői jogokat jelzi, nem szolgál a cikkben szereplő információk forrásmegjelöléseként.